# Baud (Morbihan)
Baud is een gemeente in het Franse departement Morbihan (regio Bretagne). De plaats maakt deel uit van het arrondissement Pontivy. De gemeente telde 6.246 inwoners op 1 januari 2022.

## Geografie
De oppervlakte van Baud bedroeg op 1 januari 2022 48,09 vierkante kilometer; de bevolkingsdichtheid was toen 129,9 inwoners per km².

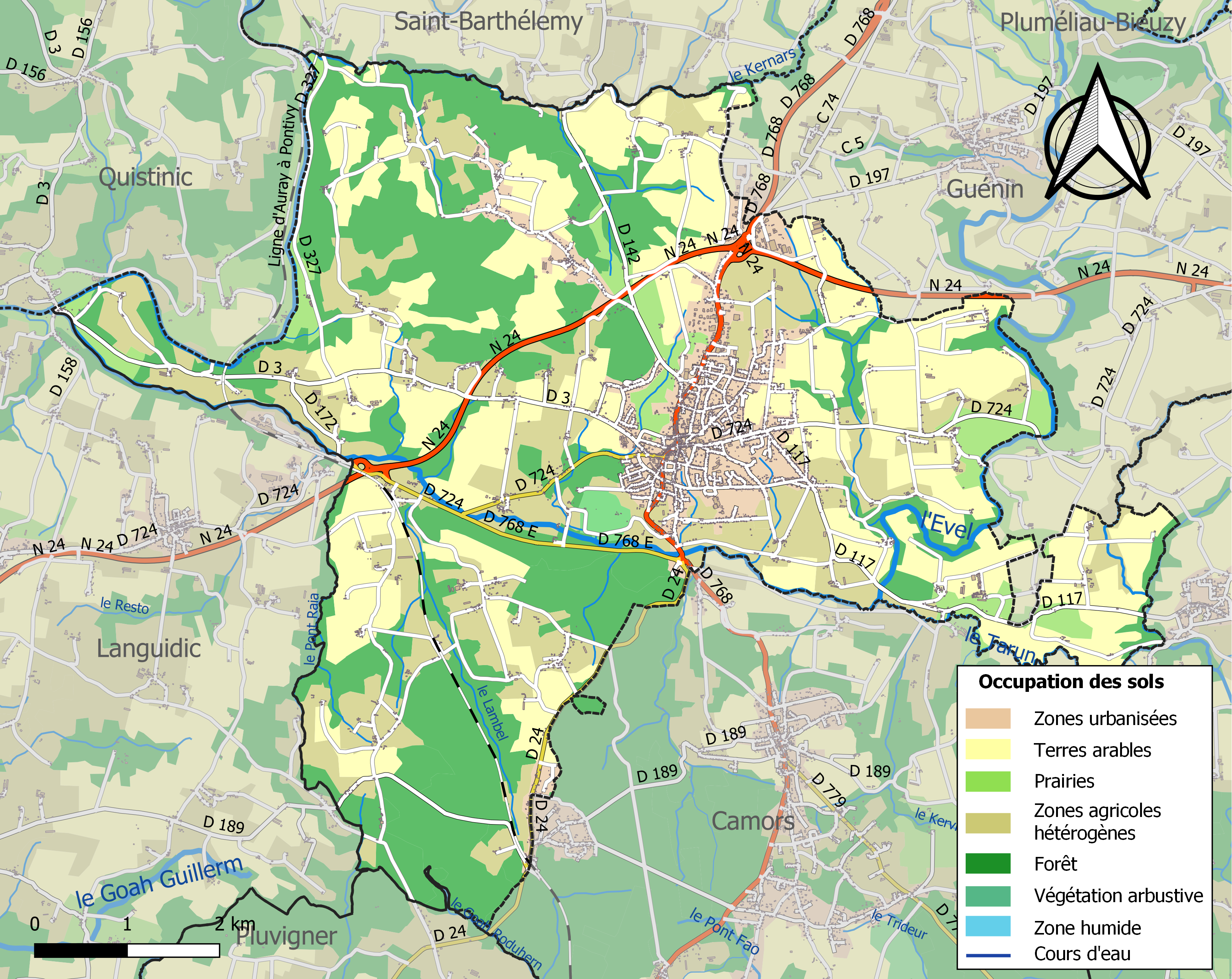
Kaart van de gemeente met de belangrijkste infrastructuur, bodemgebruik en omliggende gemeenten

## Demografie
Onderstaande figuur toont het verloop van het inwonertal, bron: INSEE-tellingen. 